# Diana Ross
Diane Ernestine Earle Ross (ur. 26 marca 1944 w Detroit) – amerykańska piosenkarka śpiewająca w stylu soul, R&B i pop, autorka tekstów, aktorka i producentka muzyczna. Obecnie występuje solo. W latach 60. XX wieku była liderką zespołu żeńskiego The Supremes.

## Początki kariery

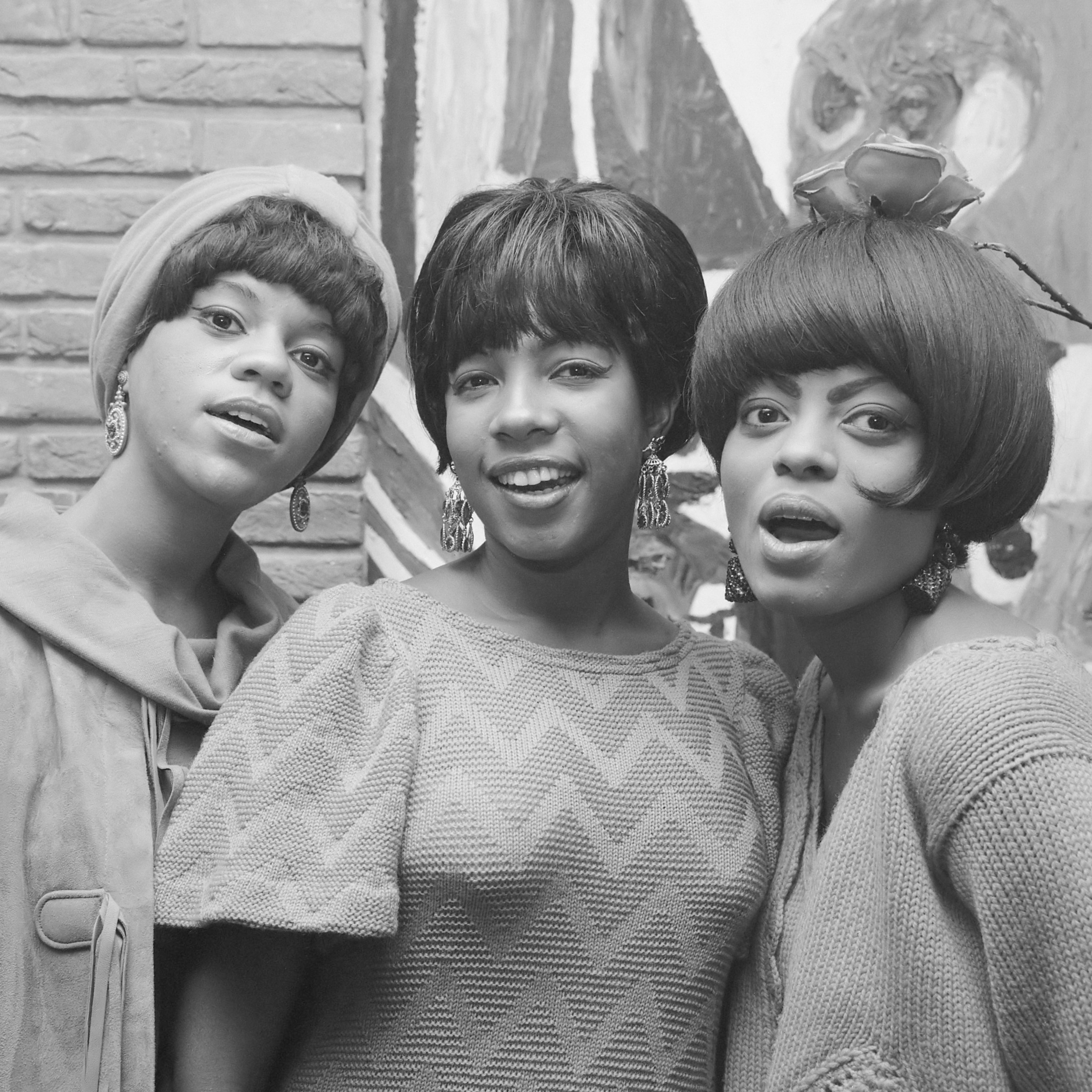
The Supremes w 1965 roku – od lewej: Florence Ballard, Mary Wilson i Diana Ross

Ross wychowywała się w ubogiej wielodzietnej rodzinie. Pod koniec lat 50. wspólnie z koleżankami utworzyła kwartet The Primettes. Grupa występowała w lokalnych klubach, głównie przed koncertami innych gwiazd. Na początku lat sześćdziesiątych grupa zmieniła nazwę na The Supremes, stała się triem (Diana Ross, Mary Wilson i Florence Ballard) i podpisała kontrakt z The Motown Records (wówczas największą i najprężniej działającą afroamerykańską wytwórnią płytową). Szef Motown – Berry Gordy Jr. od początku starał się wypromować dziewczyny z The Supremes na wielkie gwiazdy, dając im możliwość współpracy z najlepszymi producentami i kompozytorami, którzy pracowali dla Motown. Grupa wkrótce wydała serię singli (m.in. A Breathtaking Guy, When The Lovelight Starts Shining Through His Eyes), z których żaden nie odniósł większego sukcesu na listach przebojów.
Wszystko zmieniło się w 1964 roku za sprawą przebojowego kawałka Where Did Our Love Go, który stał się pierwszym w karierze zespołu numerem jeden na amerykańskich listach bestsellerów. The Supremes lansowały przebój za przebojem, ich płyty biły rekordy popularności, a Ross urosła do rangi ikony, stając się wzorem dla milionów dziewcząt na całym świecie. Rosnąca popularność Diany Ross potwierdzona została zmianą nazwy zespołu na Diana Ross & The Supremes w 1966 roku.

## Kariera solowa

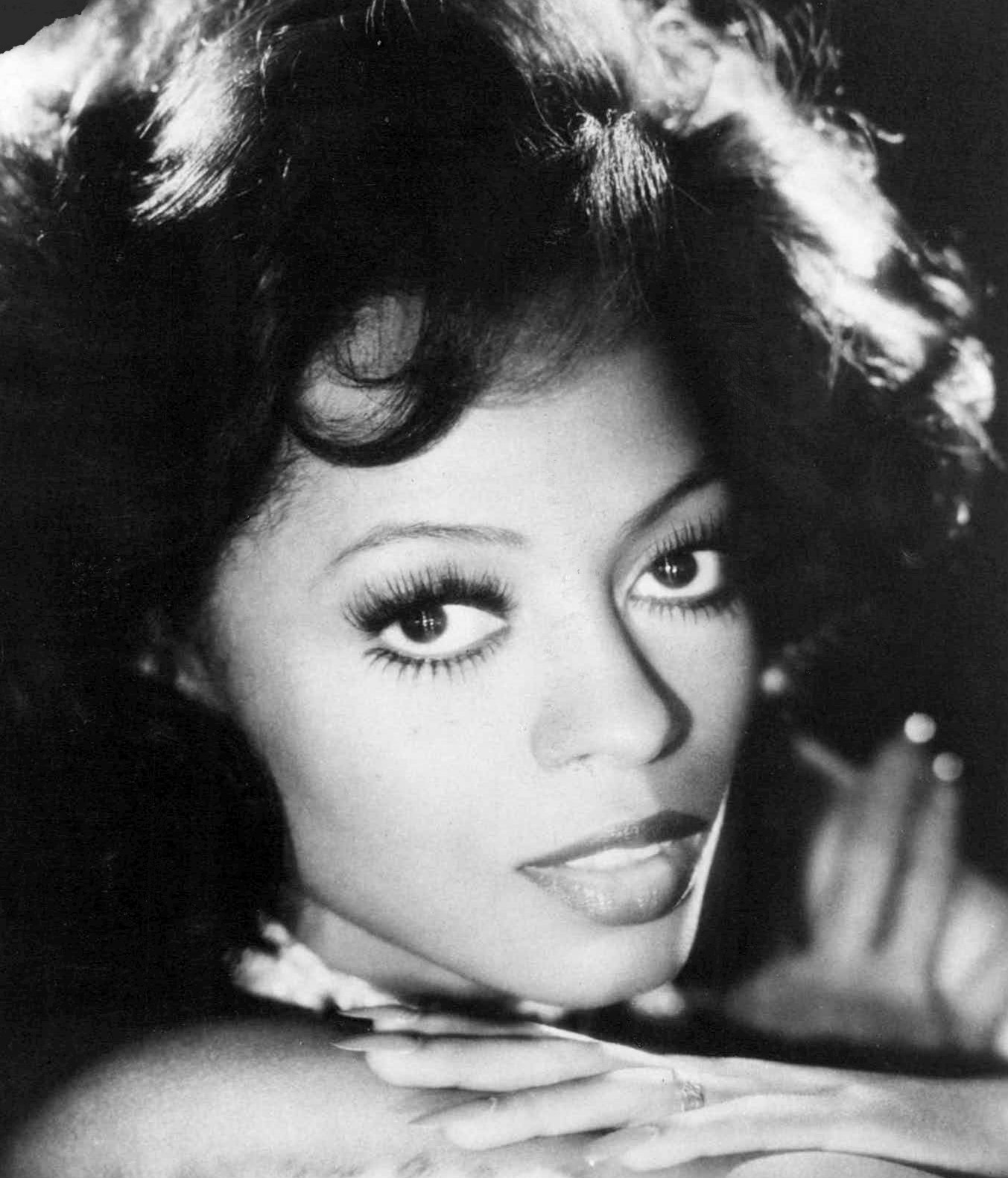
Diana Ross w 1976 roku

Pod koniec 1969 roku Ross zdecydowała się na odejście z grupy i rozpoczęcie solowej kariery. Wspierana przez Berriego Gordy Jra, z którym miała wtedy romans, wydała już w 1970 roku debiutancki solową płytę zatytułowaną po prostu Diana Ross. Album odniósł wielki sukces komercyjny, lansując dwa wielkie, światowe przeboje Reach Out And Touch (Somebody’s Hand) oraz Ain’t No Mountain High Enough (pierwszy w solowej karierze gwiazdy numer jeden w USA). Płyta była też prawdziwym tryumfem artystycznym, zdobywając uznanie krytyków na całym świecie. Kolejne albumy Ross – Everything Is Everything i Surrender nie odniosły spodziewanego sukcesu i żaden z nich nie wypromował wielkiego przeboju. Dopiero sentymentalna ballada I’m Still Waiting z 1971 roku zdołała przywrócić Ross na szczyty list przebojów. Piosenka przez ponad cztery tygodnie nie schodziła z pierwszego miejsca w Wielkiej Brytanii.
W 1972 roku Ross miała okazję po raz pierwszy zaprezentować swoje możliwości aktorskie, występując w filmie Lady Sings The Blues, opowiadającym historię legendarnej śpiewaczki jazzowej Billie Holiday. Film odniósł wielki sukces kasowy. Krytycy byli mniej wyrozumiali dla filmu, choć bardzo chwalili kreację aktorską Ross. Dowodem tego był zdobyty przez nią Złoty Glob dla najlepszej debiutantki oraz nominacja do Oscara za pierwszoplanową rolę. Diana nagrała także ścieżkę dźwiękową do filmu, na której znalazły się wielkie przeboje z repertuaru Billie Holiday w nowych aranżacjach. Album trafił na sam szczyt list przebojów w Ameryce i już w miesiąc po premierze zyskał status złotej płyty, znajdując ponad pół miliona nabywców. Album został także dostrzeżony przez krytyków, o czym mogą świadczyć liczne nominacje do nagrody Grammy.
W 1973 Ross wydała aż 3 studyjne albumy – Touch Me In The Morning, Diana & Marvin (wespół z Marvinem Gayem) oraz Last Time I Saw Him. Pierwsze dwa albumy biły rekordy popularności. Last Time I Saw Him przeszedł niemal niezauważony. Kolejny sukces przyszedł w 1975 roku. Wtedy to Ross zagrała w swoim drugim filmie Mahogany i nagrała dwie udane płyty. Film Mahogany nie stał się tak wielkim przebojem jak Lady Sings The Blues, ale kreacja Diany znowu spodobała się krytykom, czego dowodem jest nagroda Cezara na francuskim festiwalu filmowym. Ponadto z filmu pochodził jeden z największych przebojów dekady – sentymentalna ballada Do You Know Where You’re Going To?, która nominowana była do Oscara.
W 1976 Ross nagrała kolejny megahit, Love Hangover. Piosenka stała się jednym z najważniejszych klubowych szlagierów wszech czasów, dotarła ona na szczyt amerykańskiej listy przebojów, a także na sam szczyt dyskotekowych zestawień. Ostatnio Love Hangover znalazło się na liście 100 największych dyskotekowych numerów w historii, na pozycji 22. Singel pochodził z płyty pt. Diana Ross 1976, który trafił do TOP 5 amerykańskich zestawień i stał się bestsellerem.
Kolejne lata nie przyniosły artystce większych sukcesów. Albumy Baby It’s Me, Ross oraz film The Wiz (w którym zagrała u boku Michaela Jacksona) nie odniosły większego sukcesu. Jedynie ścieżka dźwiękowa do filmu The Wiz zdołała na tyle spodobać się publiczności, by zyskać status złotego krążka.

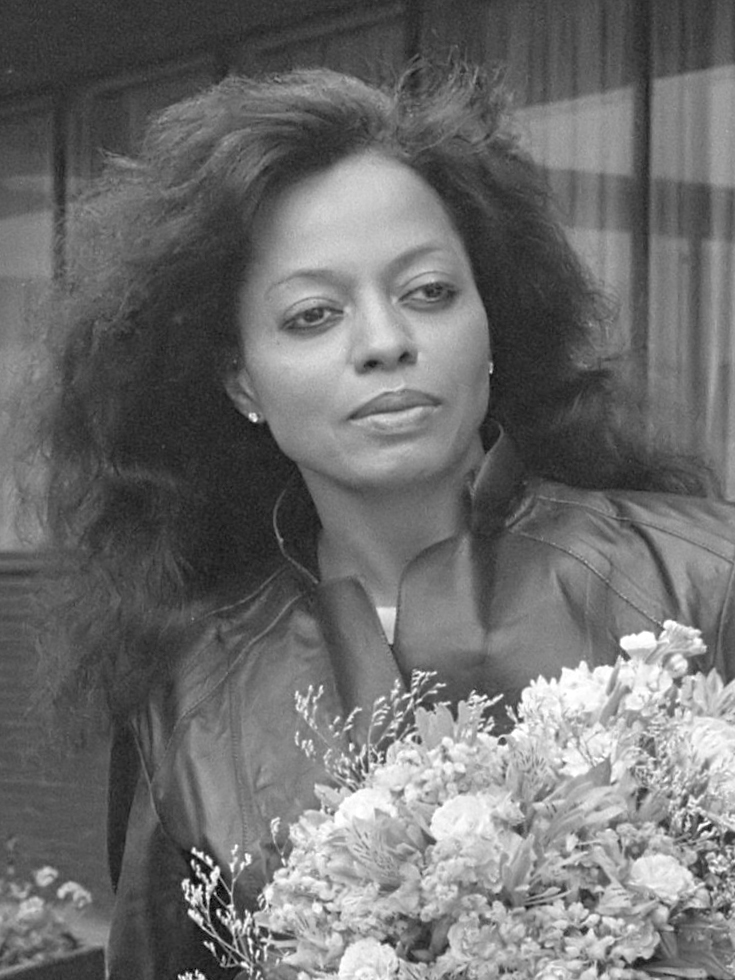
Diana w 1982 roku

W 1979 roku Ross nagrała udaną płytę The Boss, która wyraźnie nawiązywała do panujących wówczas trendów w muzyce dyskotekowej. Album wylansował kilka przebojów (m.in. The Boss, I Ain’t Been Licked czy It’s My House), a sam zyskał status złotej płyty, przekraczając nakład 500.000 kopii, w samych tylko Stanach.
Prawdziwy przełom nastąpił jednak w 1980 roku za sprawą płyty Diana, która powstała we współpracy z niezwykle popularnym wówczas teamem producenckim i kompozytorskim The Chic (tworzyli go Bernard Edwards oraz Nile Rodgers). Płyta stała się największym bestsellerem w karierze gwiazdy, sprzedając się w wielu milionach egzemplarzy oraz lansując kilka megahitów – Upside Down (największy dyskotekowy szlagier 1980 roku, przez pięć tygodni nieprzerwanie gościł na samym szczycie amerykańskich list przebojów), I’m Coming Out (jeden z najczęściej samplowanych utworów Ross w ostatnich czasach) oraz My Old Piano. Płyta nie tylko stała się komercyjnym tryumfem, ale przede wszystkim wywarła olbrzymi wpływ na rozwój muzyki dyskotekowej. Krytycy do dziś podkreślają fakt, iż płyta Diana w dużej mierze zdefiniowała nowoczesną muzykę dance.
W tym samym roku Ross nagrała jeszcze dwa superhity – It’s My Turn (pochodzący z filmu pod tym samym tytułem oraz z jej albumu To Love Again) i Endless Love (przebojowy duet z Lionelem Richie, największy w historii wytwórni Motown przebój, przez ponad 9 tygodni utrzymywał się na pierwszym miejscu w USA).
Będąc u szczytu sławy, Ross podjęła decyzję o odejściu z Motown. W 1981 roku wokalistka podpisała kontrakt z RCA Records, opiewający na rekordową wówczas sumę 20 milionów dolarów. Pierwszych kilka płyt nagranych dla nowej wytwórni odniosło sukces komercyjny, chociaż krytycy podkreślali wyraźnie fakt, iż Ross z każdym następnym albumem coraz bardziej oddala się od muzyki soul, a coraz bliżej jej jest do popowych gwiazdek.
W 1983 roku Diana Ross dała 2 pamiętne koncerty w Nowym Jorku w Central Park West. Podczas pierwszego koncertu, na który przyszło prawie 400 tysięcy fanów, po zagraniu zaledwie kilku piosenek rozpętała się burza. Według relacji prasowych Ross pomimo nalegań ze strony menadżera została na scenie do chwili, kiedy była pewna, iż wszyscy bezpiecznie opuścili miejsce koncertu. Następnego dnia Diana zorganizowała kolejny koncert, na który przyszło blisko pół miliona fanów. Pieniądze z koncertu zostały przekazane na budowę placu zabaw dla dzieci, które nosi imię piosenkarki. Koncert był transmitowany na całym świecie. W 2006 roku artystka otrzymała za swój występ specjalną nagrodę telewizyjną.
W połowie lat 80. popularność Ross zaczęła spadać. Szczególnie w USA. Niektórzy twierdzą, iż wpływ miała na to książka Mary Wilson, dawnej członkini The Supremes, która przedstawiała Dianę jako okrutną, bezlitosną i przebiegłą kobietę, która dla wypromowania samej siebie gotowa jest zrobić wszystko.
Wydane w połowie dekady płyty – Red Hot Rhythm And Blues, Eaten Alive czy Ross były komercyjnymi wpadkami w USA, chociaż każdy z nich odniósł sukces w Wielkiej Brytanii. W 1989 roku Ross powróciła do Motown Rec. i nagrała płytę Workin’ Overtime. Płyta nawiązywała stylistycznie do spopularyzowanego wówczas przez Janet Jackson i Paulę Abdul new jack swingu. Jednak album okazał się totalną klapą. Pomimo tego Ross wyruszyła w światową trasę koncertową, dając m.in. kilka wspaniałych koncertów w Anglii, które zgromadziły rekordową liczbę widzów.
W 1991 roku Ross zaliczyła udany comeback za sprawą płyty The Force Behind The Power. Chociaż płyta nie spodobała się krytykom, to jednak zdołała sprzedać się w ponad trzech milionach egzemplarzy na całym świecie. Album był co prawda klapą w USA, ale np. w Wielkiej Brytanii przez wiele tygodni plasował się w czołówce bestsellerów. Z płyty pochodziły takie przeboje jak: When You Tell Me That You Love Me (przebój numer 2 w Wielkiej Brytanii) czy If We Hold On Together (przez prawie dwa lata utrzymywał się w czołówce japońskich list przebojów, stając się najlepiej sprzedającym się singlem zagranicznego artysty w historii japońskiego przemysłu fonograficznego).
W 1992 roku dla uczczenia 20. rocznicy filmu Lady Sings The Blues, Ross nagrała koncertowy album Stolen Moments, na którym znalazły się wszystkie przeboje pochodzące z tego filmu. Chociaż płyta nie była bestsellerem, to jednak została zauważona przez krytyków, którzy uznali ją za jedną z najlepszych jazzowych płyt 1992 roku.
W 1993 roku Ross wydała składankę One Woman The Ultimate Collection 1963–1993, która zawierała wszystkie największe przeboje wokalistki z różnych okresów jej kariery. Płyta była olbrzymim sukcesem szczególnie w Wielkiej Brytanii, gdzie nie tylko dotarła na szczyt tamtejszych list przebojów, ale także zyskała status poczwórnej platyny. Kolejne albumy gwiazdy: Take Me Higher, składankowy Voices Of Love oraz Every Day Is A New Day nie odniosły już sukcesu.
W latach 90. Ross zagrała także w dwóch filmach telewizyjnych: Out Of Darkness z 1994 roku oraz w Double Platinum (razem z młodą wokalistką R&B, Brandy). Za rolę w pierwszym z tych filmów Ross otrzymała nominację do Złotego Globu.
Ostatnie lata nie były dla Ross zbyt udane. Najpierw klęską zakończył się głośny powrót The Supremes (Ross była jedyną wokalistką z oryginalnego składu grupy), później był rozwód z mężem, odsiadka w więzieniu za jazdę pod wpływem alkoholu itd.
W ciągu czterdziestu lat trwania swojej kariery Diana Ross sprzedała ponad 100 milionów płyt na całym świecie, aż osiemnaście jej hitów trafiło na sam szczyt amerykańskiej listy przebojów (12 z The Supremes i 6 solo). Artystka współpracowała z najwybitniejszymi przedstawicielami muzyki rozrywkowej (m.in. Smokey Robinson, The Temptations, Stevie Wonder, Marvin Gaye, Valerie Simpson, Nicholas Ashford, Michael Jackson, Julio Iglesias, Chic, Lionel Richie i wielu innych), poważnej (José Carreras, Plácido Domingo itd.).
Występowała w filmach u boku takich gwiazd jak: Billy Dee Williams, Gregory Peck czy Richard Pryor. Na swoim koncie ma wiele prestiżowych nagród i tytułów (m.in. kilkanaście statuetek American Music Awards, w 1973 roku zyskała tytuł najwspanialszej wokalistki stulecia, nadany jej przez magazyn Billboard, w 1993 roku trafiła do Księgi Rekordów Guinnessa jako najpopularniejsza wokalistka wszech czasów – ponad 70 singli w TOP 100, kilkadziesiąt płyt w TOP 50, w 1996 roku otrzymała nagrodę na festiwalu w Monte Carlo za całokształt kariery).
Latem 2006 roku ukazał się album „Blue”. Pierwotnie płyta ta miała ukazać się w 1972 roku, zaraz po sukcesie filmu „Lady Sings The Blues”. Ówczesna wytwórnia wokalistki zdecydowała się jednak odłożyć album na półkę. Krążek dotarł do 2 miejsca na jazzowych zestawieniach.
W październiku 2006 roku Diana Ross wydała płytę „I Love You” zawierającą covery jej ulubionych miłosnych przebojów. Album nie odniósł jednak większego sukcesu w Europie. W styczniu 2007 roku album ukazał się w Stanach, gdzie zadebiutował na 32 pozycji listy Billboardu. W 2007 roku odbyła się także premiera filmu „Dreamgirls”, który oparty jest na historii Diany Ross i grupy The Supremes. Film otrzymał kilka Złotych Globów oraz osiem nominacji do Oscara.
W 2007 roku Diana Ross wyruszyła w światową trasę koncertową, występując m.in. w Wielkiej Brytanii, Irlandii, Francji i Stanach Zjednoczonych. Koncerty artystki zgromadziły tłumy fanów i otrzymały w większości bardzo dobre recenzje. Latem 2007 roku Ross otrzymała BET Lifetime Achievement Award za całokształt kariery piosenkarskiej. Na koncercie ku czci Diany wystąpili: Stevie Wonder, Chaka Khan i Erykah Badu.
W grudniu 2007 roku wokalistka otrzymała z rąk prezydenta Stanów Zjednoczonych George’a W. Busha honorowe odznaczenie za dotychczasowe osiągnięcia w dziedzinie muzyki popularnej oraz za krzewienie pozytywnych wartości w swojej twórczości. Na gali uhonorowani zostali również m.in. reżyser Martin Scorsese i aktor Steve Martin. Podczas gali dla uczczenia Ross na specjalnym koncercie wystąpiły artystki młodego pokolenia przyznające się do czerpania inspiracji z twórczości Diany Ross: Vanessa Williams, Ciara i Yolanda Adams.
W listopadzie 2016 roku Diana Ross otrzymała Medal Wolności z rąk prezydenta Obamy.

## Dyskografia
- Diana Ross (1970)
- Everything Is Everything (1970)
- Diana Live! (1971)
- Surrender (1971)
- Lady Sings The Blues (1972)
- Touch Me In The Morning (1973)
- Diana & Marvin (1973)
- Last Time I Saw Him (1974)
- Mahogany (1975)
- Live At Caesar's Palace (1975)
- Diana Ross (1976)
- Greatest Hits (1976)
- An Evening With Diana Ross (1977)
- Baby It's Me (1977)
- The Wiz (1979)
- Ross (1979)
- The Boss (1979)
- Diana (1980)
- All The Great Hits (1981)
- To Love Again (1981)
- Why Do Fools Fall In Love? (1981)
- Silk Electric (1982)
- Ross (1983)
- Swept Away (1984)
- Eaten Alive (album Diany Ross) (1985)
- Red Hot Rhythm And Blues (1987)
- Workin’ Overtime (1989)
- Greatest Hits Live! (1989)
- The Force Behind the Power (1991)
- Forever Diana (box set) (1992)
- Stolen Moments, The Lady Sings Jazz And Blues (1992)
- Diana Extended (1993)
- One Woman, The Ultimate Collection (1993)
- A Very Special Season (1993)
- Take Me Higher (1995)
- Voice Of Love (1996)
- Every Day Is A New Day (1999)
- Blue (2006)
- The Definitive Collection (2006)
- I Love You (2006)
- Thank You (2021)

## Filmografia
- Lady śpiewa bluesa (1972, nominacja do Oscara, Złoty Glob)
- Mahogany (1975, nagroda Cezara)
- Czarnoksiężnik z krainy Oz (1978)
- Out Of The Darkness (1994, film telewizyjny, nominacja do Złotego Globu)
- Platynowa płyta (1999, z Brandy)